# Sumpäggsvamp
Sumpäggsvamp (Bovista paludosa) är en svampart som beskrevs av Lév. 1846. Enligt Catalogue of Life ingår Sumpäggsvamp i släktet äggsvampar,  och familjen Agaricaceae, men enligt Dyntaxa är tillhörigheten istället släktet äggsvampar,  och familjen röksvampar. Arten är reproducerande i Sverige. Inga underarter finns listade i Catalogue of Life.